# 9313 Protea
9313 Protea è un asteroide della fascia principale. Scoperto nel 1988, presenta un'orbita caratterizzata da un semiasse maggiore pari a 2,6345543 UA e da un'eccentricità di 0,1527308, inclinata di 12,99995° rispetto all'eclittica.